# Unitat (Star Trek: Voyager)
"Unitat" (títol original en anglès "Unity") és el dissetè episodi de la tercera temporada i el 59è del total de la sèrie de televisió de ciència-ficció estatunidenca Star Trek: Voyager. Va ser dirigit pel membre del repartiment Robert Duncan McNeill amb un guió del productor Kenneth Biller. Fou emès a la televisió el 12 de febrer de 1997 a la cadena UPN. Va marcar la primera aparició important dels Borg a "Voyager", que van començar amb un teaser que acabava a l'episodi anterior.
Ambientada al segle XXIV, la sèrie segueix les aventures de la tripulació de la Flota Estel·lar i els Maquis de la nau estel·lar USS Voyager després de quedar encallats al Quadrant Delta a desenes de milers d’anys llum de distància de la resta de la Federació. En aquest episodi, mentre està en una missió externa, Chakotay és acollit per un grup d'ex-Borg que busquen ajuda a la tripulació de la Voyager per reactivar el seu enllaç neuronal. Els ex-Borg obliguen a Chakotay a reactivar un cub Borg (una gran nau espacial Borg), però, en la seva nova "Cooperativa", els ex-Borg fan que el cub s'autodestrueixi, salvant la Voyager.
Biller va ser influenciat per la història de la Torre de Babel a l'hora d'escriure l'episodi, i també va considerar la dissolució de la Unió Soviètica com una influència. L'equip va reutilitzar el maquillatge i el vestuari dels Borg dissenyats per a la pel·lícula Star Trek: First Contact, però els decorats no es van reutilitzar. Es va crear un nou cub Borg completament generat per ordinador per a "Unitat", i la trama de l'episodi pretenia ser una pista per als que apareixien a l'episodi posterior en dues parts "L'escorpí". Segons les puntuacions Nielsen, va rebre una quota d'audiència del 5,4/8 per cent en la primera emissió. "Unitat" va ser rebut positivament per la crítica, amb elogis dirigits a la direcció de McNeill, així com a la trama de Biller.

## Argument
El comandant Chakotay (Robert Beltran) i l'alferes Kaplan (Susan Patterson) senten una senyal de socors mentre exploren la Voyager en una llançadora. Aterren la nau, però són atacats per alienígenes hostils, matant Kaplan i ferint Chakotay. Es desperta en una habitació amb una dona anomenada Riley Frazier (Lori Hallier). Ella l'informa que forma part d'un grup de supervivents del planeta de diverses races. Hi ha altres grups a prop, inclosos els que el van atacar. Anomena el seu grup "Cooperativa".
Mentrestant, l'USS Voyager descobreix un cub Borg abandonat i la capitana Kathryn Janeway (Kate Mulgrew) decideix que cal una investigació per obtenir més informació sobre la tecnologia dels Borg. Un equip  aborda el cub i descobreix que un accident o una altra espècie va inhabilitar la nau. Porten un dron Borg de tornada a la Voyager, on el Doctor (Robert Picardo) el reviu accidentalment.
Després que Frazier li digui que es quedi on és, Chakotay surt de la seva habitació i veu que totes les persones que l'envolten al planeta alienígena tenen tecnologia d'implants Borg als seus cossos. Frazier explica que una tempesta electrocinètica va trencar el seu vincle amb la ment col·lectiva Borg. En canvi, els drons separats es van establir en un planeta proper. Com que la connexió entre ells es va desactivar, diferents grups aviat van començar a lluitar entre ells pels recursos limitats del planeta. A mesura que la salut de Chakotay empitjora, els ex-Borg s'ofereixen a connectar-lo a una ment conjunta per curar les seves ferides, i ell accepta de mala gana. Un cop part de la ment col·lectiva, veu un muntatge dels seus records. Els ex-Borg retiren el dispositiu de connexió tan bon punt la salut de Chakotay millora, però un vincle telepàtic residual persisteix i permet a Chakotay i Frazier apropar-se. Després de l'arribada de la Voyager, Frazier i el seu grup volen que Janeway reactivi el generador neuroelèctric del cub danyat per estendre una nova ment conjunta per tot el planeta, per tal d'aturar les lluites internes. Chakotay defensa el seu cas, però Janeway decideix no ajudar-los. Quan Chakotay torna a la Voyager a bord d'una llançadora, els Cooperatius són atacats per grups hostils i utilitzen el seu enllaç telepàtic per obligar-lo a viatjar al cub Borg, amb la Voyager perseguint-los. Tant Chakotay com un equip pugen al cub i, malgrat un tiroteig, aconsegueix reactivar el generador. Això crea la nova ment conjunta com s'esperava, però també activa el cub, que comença a encendre's per atacar la Voyager. Chakotay i l'equip són teleportats de tornada a la Voyager mentre els Cooperatius desencadenen l'autodestrucció del cub abans que pugui posar en perill la nau de la Federació. Els habitants del planeta agraeixen a la "Voyager", però com a resultat de les seves accions, Chakotay qüestiona la moralitat dels motius de la Cooperativa amb Janeway, ja que connectava molts dels antics Borg en una nova ment col·lectiva sense consultar-los.

## Actors convidats
- Lori Hallier – Riley Frazier
- Ivar Brogger – Orum
- Susan Patterson – Alferes Kaplan

## Producció

### Escriptura i antecedents
Els productors volien portar els Borg a "Voyager", cosa que va donar lloc a nombroses propostes de diversos guionistes. Alguns membres de la tripulació tenien preocupació que els esdeveniments de la pel·lícula Star Trek: First Contact haguessin destruït els Borg, però el productor executiu Rick Berman va aclarir tant que la mort de la Reina Borg a la pel·lícula no significava la destrucció de tot el col·lectiu com que hi havia altres Borg que quedaven al Quadrant Delta. La raça alienígena havia fet la seva primera aparició a l'episodi "Star Trek: La nova generació" de Què Q? i, en el moment de l'emissió original d'"Unitat", havia aparegut recentment a First Contact. La idea que els Borg se separessin del col·lectiu s'havia vist anteriorment a l'episodi de La nova generació titulat "Jo, Borg" amb l'efecte resultant vist a l'episodi en dues parts "Atac". "Unitat" fou escrit pel productor Kenneth Biller, i la versió final del guió es va presentar el 7 de novembre de 1996. Tot i que la pel·lícula no s'havia estrenat quan va escriure l'episodi, Biller havia llegit el guió del "First Contact" abans d'escriure el guió d'"Unitat".
Biller va intentar donar una visió més interessant dels Borg, en lloc de centrar-se simplement en la seva recerca de l'assimilació. Amb això en ment, va pensar en una idea basada en la Torre de Babel. Va dir que els Borg eren una "comunitat increïblement entrellaçada i complexa" i "un cop ho enderroquessis tot, tindries tota aquesta gent que parlava diferents idiomes i no es podien comunicar entre ells. Se'm va acudir que un grup d'ex-Borg seria una comunitat molt interessant per explorar". Volia que la possible reunificació dels ex-Borg fos un dilema moral. Això es basava en les creixents opinions favorables del comunisme al Bloc de l'Est durant mitjans de la dècada de 1990 després de la dissolució de la Unió Soviètica.

### Direcció i edició

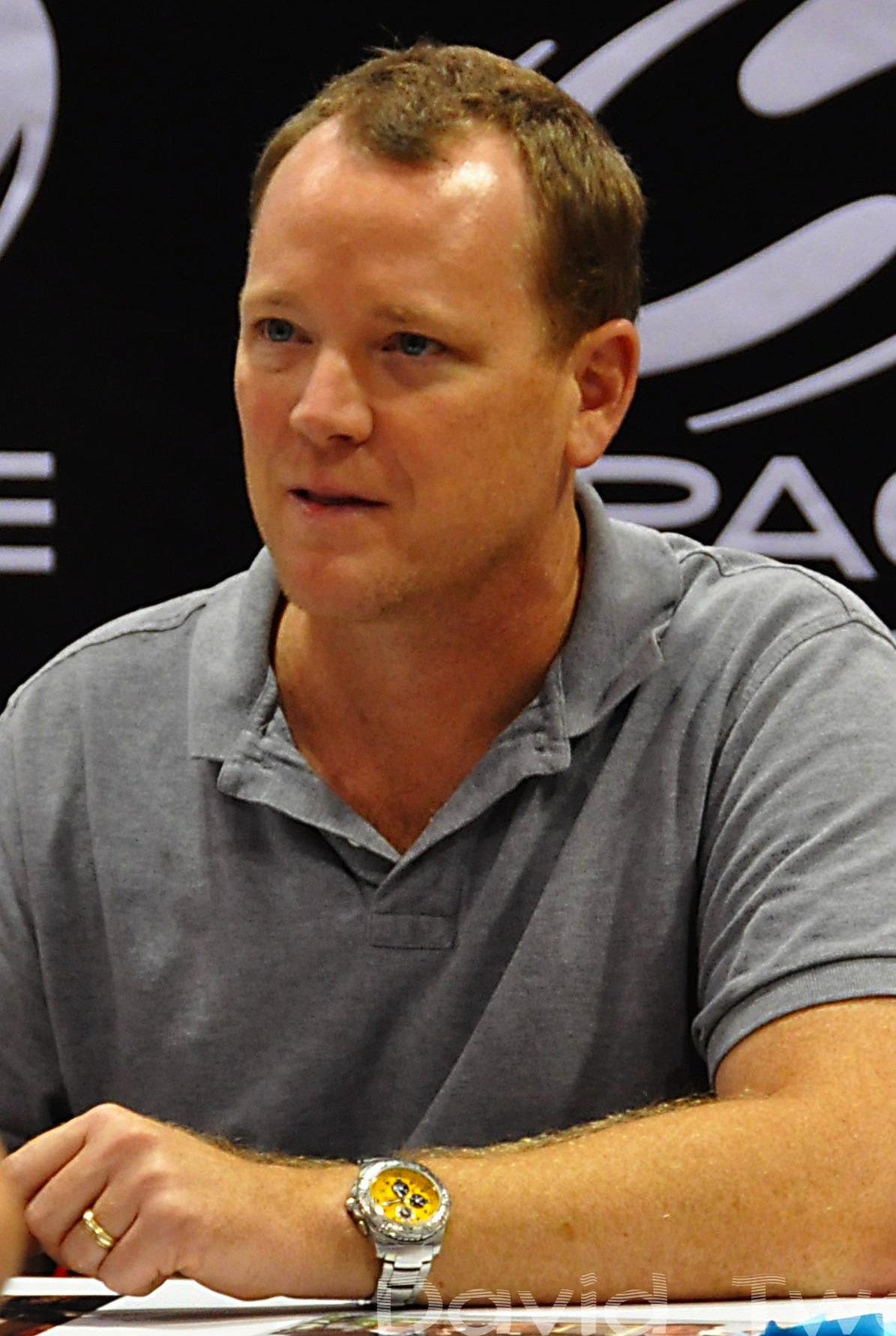
"Unitat" va ser el segon episodi dirigit per Robert Duncan McNeill

"Unitat" va ser el segon episodi de Voyager dirigit per Robert Duncan McNeill després de "Terra sagrada" de principis de temporada. Va sentir molta pressió treballant en l'episodi que va presentar els Borg a la Voyager, i es va queixar als productors que els extraterrestres només apareixen en dues pàgines i mitja del guió. Va sentir pressió en intentar produir alguna cosa significativa sobre els Borg a causa de l'estrena de "First Contact" uns mesos abans, i volia fer alguna cosa igual d'emocionant però sense ser repetitiva. En canvi, volia donar a l'espectador una sensació de suspens i misteri sobre les persones que Chakotay coneix, fins i tot si no semblen ser Borg. McNeill veia "Unitat" com un tipus de cinema negre, amb Chakotay sent seduït pel Diable durant el transcurs de la història, i volia tenir un fort enfocament en aquesta direcció durant tot l'episodi.
Aquesta visió es va incloure a la cinematografia de l'episodi, amb una escena en què la capitana Janeway es trobava sobre l'espatlla de Chakotay de la mateixa manera que ho faria un àngel de la guarda. La configuració d'aquesta escena en particular va sorgir d'una col·laboració entre McNeill i l'actriu Kate Mulgrew. A partir d'això, va desenvolupar una sèrie de primers plans per aportar una mica d'intimitat a l'escena. L'escena del muntatge de l'episodi va ser creada per McNeill, Biller, Jeri Taylor, Bob Ledermen i Wendy Neuss utilitzant imatges dels episodis "Què Q?" de La nova generació, "El Guardià" de Voyager, així com de "Emissary" i "The Way of the Warrior" de Deep Space Nine.
McNeill també va estar d'acord amb l'opinió de Biller que "Unitat" era una metàfora de la desintegració de l'URSS, i McNeill es va informar sobre el tema abans de dirigir l'episodi, dient que "crec que algunes d'aquestes idees van sortir a la història, tot i que no va ser un episodi polític realment pesat. Tot i això, hi havia algunes referències i es podia connectar això amb temes contemporanis, la individualitat en contraposició a les necessitats o desitjos del grup." McNeill estava molt content amb l'episodi resultant, dient que els Borg "no eren tan unidimensionals com s'havien representat anteriorment, però encara tan malvats com sempre", i esperava dirigir dos o tres episodis més a la temporada següent. Al final de Voyager, havia dirigit quatre episodis en total; això va marcar un canvi de direcció per a la seva carrera cap a la direcció a temps complet.

### Disseny i efectes especials
Per representar l'excolònia Borg al planeta, es van utilitzar els decorats utilitzats anteriorment per als episodis "El conducte" i "Tracte just" de principis de temporada. Això es va ampliar encara més amb l'ús d'un mattegenerat per ordinador creat pel professional independent Eric Chauvin. Els decorats Borg de First Contact no es van reutilitzar, sinó que es va construir un de nou. Aquest nou decorat mesurava 12 metres de llargada corbat en un semicercle, i McNeill no estava satisfet amb aquesta mida. Va dir: «Era el decorat més petit que he vist mai a la vida. No teníem espai a l'escenari per construir una gran nau Borg, perquè els altres decorats ocupaven molt d'espai». Esperava que ho haguessin amagat a la càmera i que, en canvi, aparegués com una sèrie de passadissos separats dins de la nau Borg. McNeill va explicar que va fer que els actors caminessin al llarg del decorat passant per davant de la càmera al final, moment en què es va fer un tall i tornaven al principi del passadís per començar a filmar de nou.
Tot i no utilitzar els decorats, l'episodi va reutilitzar els vestits Borg de "First Contact", que McNeill va descriure com "els Borg més espantosos" en comparació amb els vistos anteriorment a "La nova generació". Això va causar alguns problemes amb el rodatge, ja que un braç Borg animatrònic utilitzat per a la pel·lícula no funcionava correctament, cosa que va provocar que la producció s'aturés durant algunes hores. Per a "First Contact", els Borg havien estat redissenyats per Michael Westmore i Deborah Everton. El primer i el seu equip de maquillatge havien treballat en l'aspecte dels caps, que incloïa una varietat d'aparells Borg diferents que es podien barrejar i combinar per crear una varietat contínua d'aspectes. Per exemple, el col·lega de Westmore, Jake Garber, havia creat deu dispositius oculars diferents. Mentrestant, Everton va crear el vestuari dels Borg i volia que fos més elaborat que en aparicions anteriors. Això s'ha fet amb la idea que els individus semblin que s'han transformat de dins cap a fora, en lloc de l'inrevés.
"Unitat" també va veure per primera vegada un cub Borg completament generat per ordinador a la pantalla. Els que s'havien vist anteriorment a la franquícia "Star Trek" havien estat models físics, inclosa la versió vista a "First Contact". Va ser construït per Emile Edwin Smith a Foundation Imaging, que va cartografiar un cub amb una imatge abans de crear zones en relleu amb més detall. Per tal que semblés més tridimensional, va afegir tubs interconnectats i peces de cantonada al model. Va explicar al
Grup de notícies d'Usenet rec.arts.startrek.current que l'episodi utilitzava al voltant del 90 per cent de les imatges amb el nou cub, mentre que la resta eren imatges d'arxiu creades per a episodis anteriors. El supervisor d'efectes visuals Mitch Suskin es va mostrar satisfet amb l'explosió del cub Borg al final de l'episodi, dient que "l'únic element va ser l'explosió, la resta es va aconseguir en el domini dels CG. Va ser un veritable avenç. Aquella va ser la primera sèrie sobre la qual realment no tenia reserves".

### Influència posterior

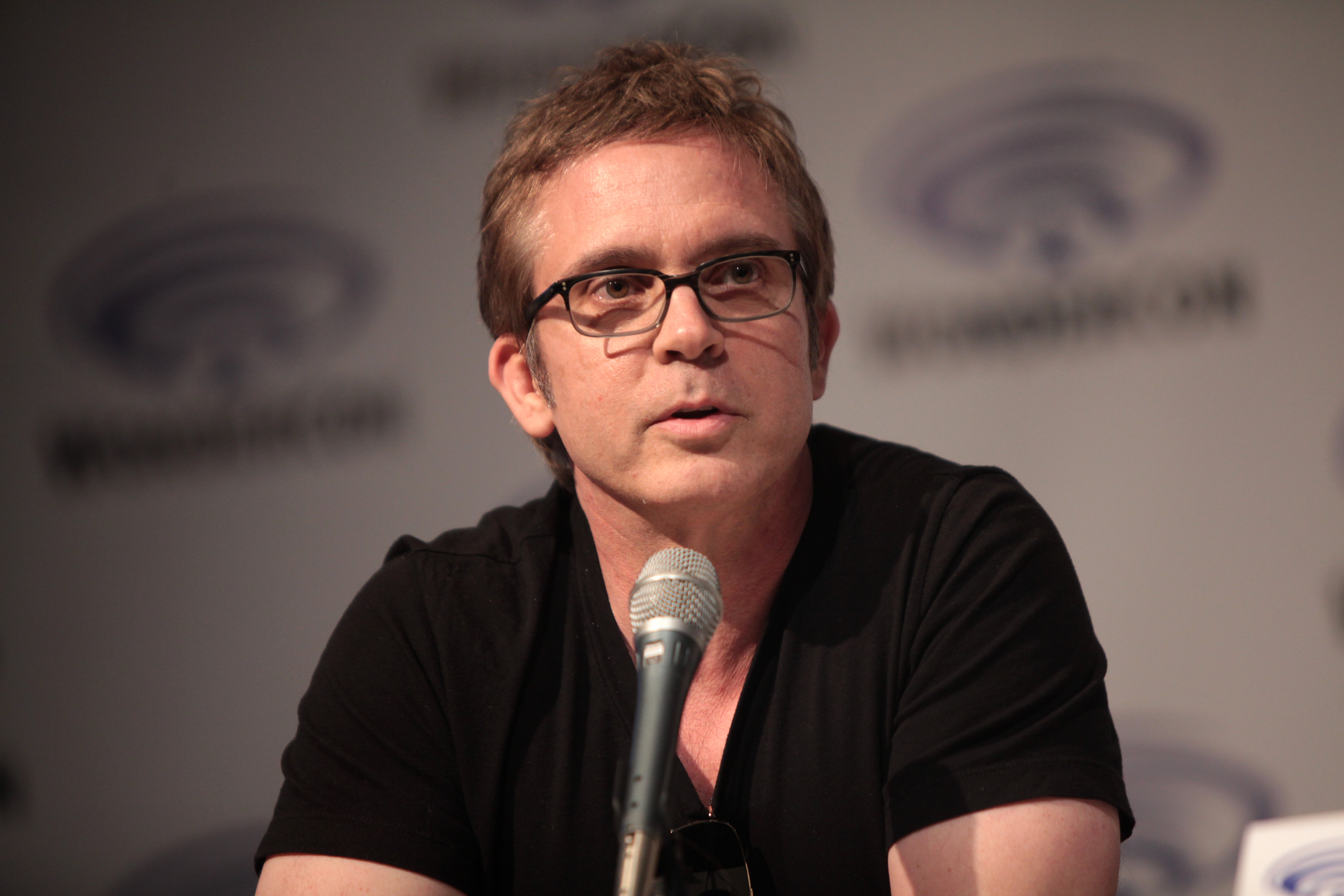
Brannon Braga va dir que no hi havia plans per tornar a portar la Cooperativa Borg a Voyager

Més tard, quan es va parlar de l'episodi de final de temporada "L'escorpí" (primera part), Brannon Braga va dir que el cub destruït que va aparèixer a "Unitat" tenia un vincle directe amb l'acció d'aquell episodi, ja que volien insinuar una espècie alienígena que podria lluitar amb èxit contra els Borg. Tanmateix, també va explicar que no hi havia plans per recuperar la "Cooperativa" tal com es veu a "Unitat", dient que "La Cooperativa ja fa temps que ha desaparegut, paio. Han passat mesos des que hem vist la Cooperativa. Això no vol dir que no sabrem algun dia què els va passar. És una pregunta força interessant". Va tornar a "Delta Rising", una expansió per Star Trek Online, on havien crescut fins a abastar un gran nombre de Borg alliberats, incloses les seves naus.
Originalment es pretenia incloure un "cementiri Borg" a l'espai a "Unitat", similar a la visió de les naus destruïdes de la Federació vistes després de la batalla de Wolf 359 a l'episodi de La nova generació "El bo i millor d'ambdós mons". L'escena es va mostrar a la primera part de "L’escorpí". Un enllaç va romandre al guió d'"Unitat": es va dir que Riley Frazier havia estat abduïda mentre era a l'USS Roosevelt durant la batalla.

## Recepció

### Avaluació
"Unity" es va emetre per primera vegada el 12 de febrer de 1997 a la cadena UPN dins dels Estats Units. Segons les classificacions Nielsen, va rebre una quota de participació de 5,4/8, cosa que significa que va ser vista pel 5,4% de totes les llars i el 8% de totes les llars que miraven la televisió en el moment de l'emissió. Aquesta emissió va ser durant la "sweeps week", un període utilitzat per calcular els ingressos publicitaris del proper trimestre. Durant aquest temps, les cadenes sovint intentaran maximitzar les possibles audiències rebudes per la seva programació. "Unitat" va ser l'episodi amb més audiència de Voyager des de la segona part de "La fi del futur", emès el 13 de novembre de 1996.
Al Regne Unit, l'episodi es va emetre per primera vegada el 21 de juliol de 1997 a Sky One, on va ser vist per 0,502 milions d'espectadors. Aquest va ser el nombre més alt d'espectadors del juliol per a un episodi de Voyager en aquest canal, el següent millor va ser "Coda" amb 0,428 milions. La transmissió de ciència-ficció més vista al canal durant aquell mes va ser "Gethsemane", un episodi de The X-Files, amb 1,164 milions d'espectadors.

### Recepció de la crítica i els fans
David Bianculli, mentre feia una vista prèvia de l'episodi per al New York Daily News, va qualificar la trama d'"enginyosa" i el suggeriment que una altra raça alienígena havia derrotat els Borg com un "possible trampolí interessant per a futurs episodis". Pel que fa a la direcció i el guió, va dir que McNeil va dirigir amb "un estil i un ritme que realça tots els molts girs argumentals de Biller", i va dir que va ser la millor part de la temporada fins aleshores. Jamahl Epsicokhan, escrivint al seu lloc web Jammers Reviews, va elogiar els efectes especials que es veuen a "Unitat", i va afegir que "la direcció de McNeill és efectiva, la història és fresca i implícitament complexa, la producció és impressionant i l'acció i el suspens funcionen. Aquest no és el millor episodi de Voyager, però és un d'ells". Va donar a l'episodi una puntuació de tres i mig sobre quatre.
L'episodi va rebre una puntuació de vuit sobre deu a la revista Dreamwatch, i la crítica va dir que oferia una "meditació filosòfica sobre la naturalesa del poder" preguntant-se "la possessió corromp automàticament el posseïdor?" Va elogiar la naturalesa de l'episodi, dient que la trama era "molt enginyosa". Però la crítica deia que el final era ambigu sobre si Chakotay està d'acord o no amb el que fa en nom de la Cooperativa. Quan va fer la crítica de la tercera temporada per al lloc web DVD Talk, Holly E. Ordway va descriure "Unitat" com "un episodi destacable amb més profunditat i complexitat que l'episodi típic de Voyager fins ara", i va dir que probablement els fans el recordarien com l'episodi que va introduir els Borg a la sèrie. Va afegir que la trama estava "ben pensada" i que el final va deixar l'espectador amb un dilema moral sobre si era el correcte.
Al seu llibre Delta Quadrant, David McIntee va donar a l'episodi una puntuació de set sobre deu, mentre que Anna L. Kaplan, que escrivia per a la revista Cinefantastique, va qualificar "Unitat" amb tres i mig sobre quatre. Lou Anders va fer una ressenya de l'episodi per a Star Trek Monthly, dient que McNeill va fer una "feina excel·lent en la seva segona incursió com a director, aportant una sensació molt fosca i emocionant a l'episodi". Anders va donar a "Unitat" una puntuació de tres sobre cinc. La reacció dels fans a l'episodi va ser majoritàriament positiva, amb l'excepció dels que pressionaven per una connexió contínua entre Chakotay i Janeway; aquests fans no van aprovar l'implicat embolic romàntic temporal entre Chakotay i l'ex-Borg Riley.

## Estrena en mitjans domèstics
El primer llançament de premsa domèstic d'"Unity" va ser en un casset VHS de dos episodis juntament amb "La part fosca" el 21 de juliol de 1997 al Regne Unit. El primer llançament en VHS als Estats Units va ser com un sol episodi el 3 de setembre de 2002. "Unitat" es va publicar en DVD com a part de la caixa de la tercera temporada, publicada el 6 de juliol de 2004 als Estats Units.Això va ser seguit al Regne Unit el 6 desetembre de 2004.
A la dècada del 2010, aquest episodi també es va posar a disposició de diversos proveïdors de televisió per streaming per Internet d'aquest període, com ara Netflix i CBS All Access.